# Nadiia Kodola
Nadiia Kodola est une joueuse de volley-ball ukrainienne née le 29 septembre 1988 à Mikoulitchine (Oblast d'Ivano-Frankivsk). Elle mesure 1,84 m et joue au poste de réceptionneuse-attaquante. Elle totalise 4 sélections en équipe d'Ukraine.

## Clubs
| Club                  | De        | À         |
| --------------------- | --------- | --------- |
| Galitchanka Ternopil  | 2002-2003 | 2010-2011 |
| Khimik Youjne         | 2011-2012 | 2014-2015 |
| Racing Club de Cannes | 2015-2016 | 2017-2018 |
| CSM Bucureşti         | 2018-2019 | 2018-2019 |
| Racing Club de Cannes | 2019-2020 | 2019-2020 |
| Jetysou Taldykorgan   | 2020-2021 | ...-...   |

## Palmarès

### Équipe nationale
- Championnat d'Europe des moins de 18 ans
  - Vainqueur : 2005.
- Ligue européenne
  - Vainqueur : 2017[2]

### Clubs
- Championnat d'Ukraine
  - Vainqueur : 2010, 2012, 2013, 2014, 2015.
  - Finaliste : 2006.
- Coupe d'Ukraine
  - Vainqueur : 2014, 2015.
  - Finaliste : 2012.
- Supercoupe de France
  - Vainqueur : 2019.
  - Finaliste : 2015, 2016.
- Coupe de France
  - Vainqueur : 2016, 2018.
- Championnat de France
  - Finaliste : 2016, 2018.
- Championnat de Roumanie
  - Finaliste : 2019.

### Distinctions individuelles
- Supercoupe de France 2019 — Meilleure joueuse.